# Bengt Melin
Bengt Einar Melin (ur. 7 czerwca 1917 w Karlstad, zm. 31 marca 2007 w Almuñécar) – szwedzki żeglarz, olimpijczyk.
Na regatach rozegranych podczas Letnich Igrzysk Olimpijskich 1948 wystąpił w klasie Star zajmując 17. pozycję. Załogę jachtu Lotta IV tworzył z nim Yngve Engkvist. Cztery lata później na tej samej łodzi zajął siódme miejsce wraz z Börje Carlssonem.